# Ceratitis simi
Ceratitis simi är en tvåvingeart som beskrevs av Munro 1933. Ceratitis simi ingår i släktet Ceratitis och familjen borrflugor. Inga underarter finns listade i Catalogue of Life.